# Günter Kunert
Günter Kunert (Berlin, 1929. március 6. – Kaisborstel, 2019. szeptember 21.) német író.
Kelet-Berlinben élt. Első verses kötetét 1947-ben publikálta Bertolt Brecht támogatásával. 1976-ban petíciót írt Wolf Biermann NDK állampolgárságának megfosztása ellen, ezért kizárták a Német Szocialista Egységpártból. Két évvel később Nyugat-Németországba távozott. Sokoldalú német írónak tekintették, aki novellákat, esszéket, önéletrajzi műveket, filmforgatókönyveket és regényeket írt.

## Magyarul megjelent művei
- Erinnerung an einen Planeten (1963); Emlékezés egy planétára. Válogatott versek; ford. Hajnal Gábor, Kalász Márton, utószó Kalász Márton; Európa, Bp., 1969
- Kicsi, zöld emberkék; vál., utószó Ember Mária, ford. Ember Mária, Gergely Erzsébet, Kalász Márton; Európa, Bp., 1969 (Modern könyvtár)
- A másik planéta. Amerikai képek (Der andere Planet. Ansichten von Amerika); ford. Belia György, utószó Simon László; Európa, Bp., 1976 (Modern könyvtár)
- A kalapok nevében (Im Namen der Hüte, 1976); ford. Póka Endre; Európa, Bp., 1977
- Játék az árnyakkal. Hangjátékok (Spiel mit Schatten) / A lólábú angyal / Tűz az időben / Becsületügyek / A másik Kleist; ford. Lengyel Balázs, Póka Endre; Európa, Bp., 1980 (Modern könyvtár)
- Miért ír az ember? Tanulmányok (Warum schreiben?); ford. Kovács Vera, Kalász Márton, vál., szerk. Hajnal Gábor; Európa, Bp., 1981 (Modern könyvtár)
- A véletlen archeológiája. Válogatott versek; ford. Benő Eszter; Kriterion, Kolozsvár, 2017
- Ellenfényben. Elbeszélések, karcolatok; ford. Benő Eszter; Kriterion, Kolozsvár, 2019

## Díjai
- Heinrich Mann-díj (1962)
- Heinrich Heine-díj (1985)
- A Német Szövetségi Köztársaság nagykeresztje csillaggal (1989)
- Hans Sahl-díj (1996)
- Geotg Trakl-díj (1997)